# عطاالله خادم میثاق
عطاالله خادم میثاق (زادهٔ ۱۲۹۹ در تهران – درگذشتهٔ ۱۳۷۶ در اتریش) موسیقی‌دان، رهبر ارکستر و نوازندهٔ ویلن اهل ایران بود.

## زندگی هنری
عطاالله خادم میثاق در سال ۱۲۹۹ در تهران متولد شد. او نزد برادرش علی‌محمد خادم میثاق، فراگیری موسیقی را آغاز کرد. پس از آن در هنرستان عالی موسیقی، نواختن ساز ویلن را نزد سرژ خوتسیف آموخت. او پس از پایان تحصیل در هنرستان، مدتی به تدریس و رهبری ارکستر هنرستان موسیقی مشغول بود. وی در سال ۱۳۳۷ به جهت تکمیل تحصیلات موسیقی خود به وین سفر کرد و در دانشگاه موسیقی و هنرهای نمایشی وین به تحصیل پرداخت. پس از پایان تحصیلات عالی موسیقی، در سال ۱۳۴۱ به ایران بازگشت و به عنوان کنسرت‌مایستر با ارکسترسمفونیک تهران همکاری نمود. او در سال ۱۳۴۲ مجدداً به اتریش سفر کرد و تا پایان زندگی در این کشور ماند. وی مدتی به عنوان سرگروه در ارکستر شهر سنت پولتن و پس از آن در ارکستر شهر بادن فعالیت کرد. فرزند او، بیژن خادم میثاق نیز از موسیقی‌دانان ایرانی ساکن اتریش است که پیش از انقلاب ۱۳۵۷ ایران، در برنامه‌های متعددی به عنوان سولیست ویلن، ارکستر سمفونیک تهران، ارکستر انجمن ژونس موزیکال ایران و ارکستر مجلسی رادیو و تلویزیون ملی ایران را همراهی نمود.

## شاگردان
از جمله شاگردان عطاالله خادم میثاق، به نام‌های زیر می‌توان اشاره نمود:
مصطفی کمال پورتراب، فریدون شهبازیان، بیژن خادم میثاق و …